# Brand New Heavies
Brand New Havies é uma banda de acid jazz inglesa formada em 1985.
A banda iniciou sua carreira como um grupo de acid jazz instrumental, em meados dos anos 80, sob o nome Brother International.
- 1990: The Brand New Heavies
- 1991: The Brand New Heavies (featuring N'Dea Davenport)
- 1992: Heavy Rhyme Experience, Vol. 1 (featuring vocals by various hip hop groups and rappers)
- 1994: Brother Sister (featuring N'Dea Davenport)
- 1997: Shelter (featuring Siedah Garrett)
- 2003: We Won't Stop (Japan only release; featuring vocals by Sy Smith)
- 2004: Allaboutthefunk (featuring Nicole Russo)
- 2006: Get Used to It (featuring N'Dea Davenport)
- 2011: Dunk Your Trunk
- 2013: Forward
- 2014: Sweet Freaks